# L'Âge ingrat du cinéma
L'Âge ingrat du cinéma est un livre de Léon Moussinac publié en 1946 par les éditions du Sagittaire.
L'ouvrage a été réédité en 1967 par les Éditeurs français réunis. Il comprend en outre des extraits de Naissance du cinéma, Cinéma, expression sociale, Le Cinéma soviétique, Panoramique du cinéma, ainsi qu'une bibliographie des publications de Léon Moussinac.

## Éditions
- Éditions du Sagittaire, 1946
- Éditeurs français réunis, coll. « EFR de poche », 1967